# Caretas
Caretas es una revista de noticias publicada en Lima (Perú), reconocida por su periodismo de investigación. Fue fundada en 1950 por Doris Gibson y Francisco Igartua.

## Historia

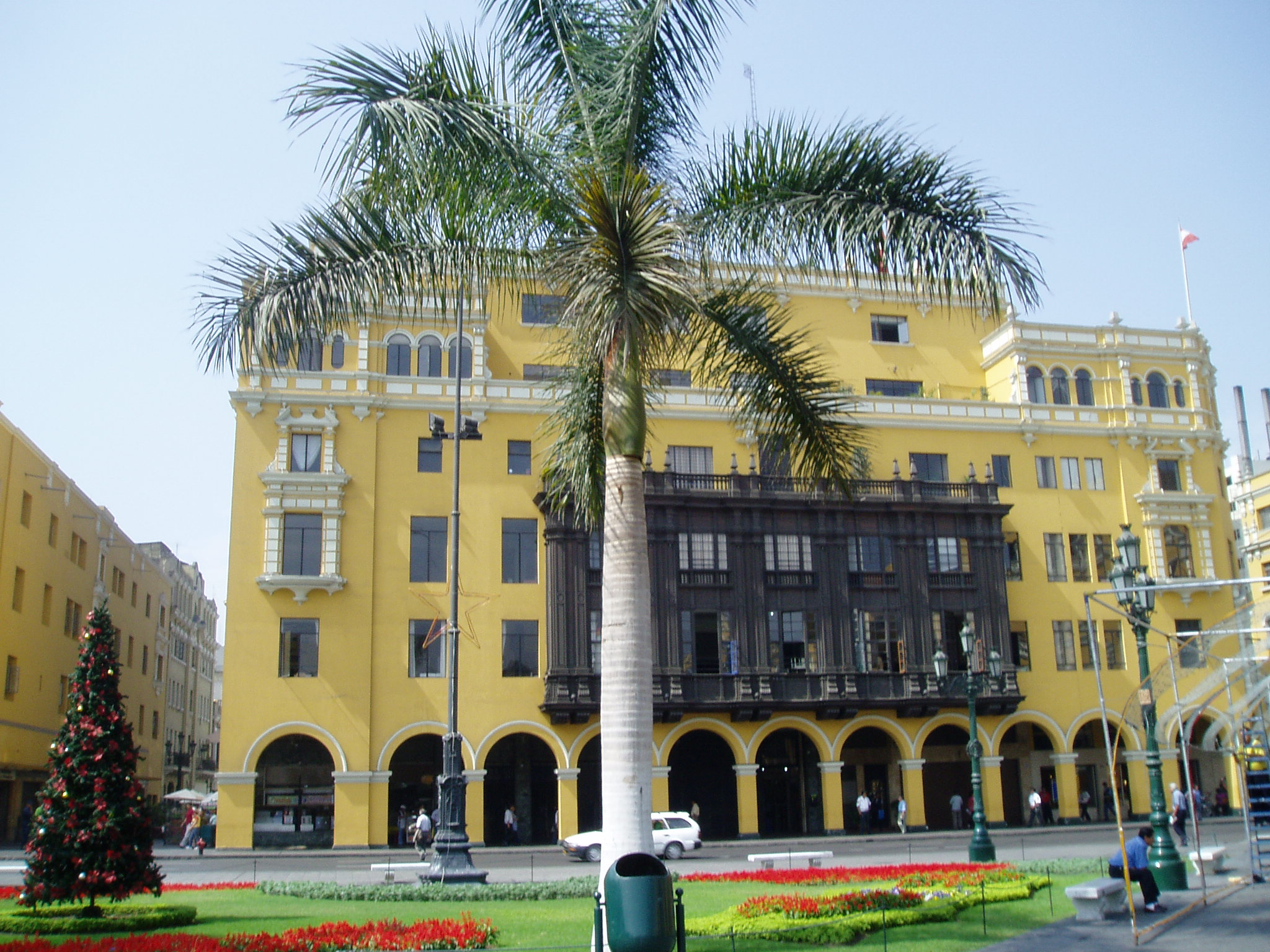
Sede de la revista Caretas en la Plaza Mayor de Lima.

Caretas fue fundada por Doris Gibson Parra y Francisco Igartua Rovira, a finales de agosto de 1950. Posteriormente, el 1 de octubre de 1950, sale el primer número, el cual fue anunciado por el diario El Comercio en su edición de la mañana.
El diseño de la revista fue también realizado por Igartua. El nombre del mismo hace referencia a la revista Caras y Caretas que se editaba en Buenos Aires. Según Igartua, en el Perú del gobierno del dictador general Manuel Odría, no existía una verdadera democracia, sino una simple «careta» de gobierno constitucional.
En noviembre de 1952, Francisco Igartua es deportado a Panamá, por lo que asumió como directora Doris Gibson. Posteriormente, Igartua logra viajar a Chile, donde estaba por efectuarse un Congreso Americano de Periodistas. En Lima, Gibson y Federico More coordinan su regreso, el cual se efectúa a pocas semanas de su deportación. Tras su llegada, logra refugiarse en el antiguo local del diario El Comercio, dirigido en ese entonces por Luis Miró Quesada de la Guerra. Pese al intento de sacar a Igartua por la fuerza, Miró Quesada se niega a entregarlo, y tras varios días de negociación, se consigue que se le deje libre. 
Odría encabezó un golpe de Estado que derribó al gobierno constitucional del presidente José Luis Bustamante y Rivero. Además, postuló como candidato único en las elecciones presidenciales de 1950 y resultó electo tras haber encarcelado o deportado a toda la oposición a su régimen. Durante este contexto, Caretas adopta una línea editorial a su gobierno. Como respuesta, Odría realizó ataques contra las instalaciones de la revista.
A mediados de los años 1950, el hijo de Gibson, Enrique Zileri, retornó de Europa (desde donde envió algunas notas para la revista) para unirse a Caretas. Doce años después, se produjo la salida de Igartua y Zileri pasó a ser el codirector de la revista. En el lapso de esos doce años pasó de ser una revista de publicación mensual a quincenal y, desde 1979, en un semanario. 
La edición de la revista aparece los jueves. Los artículos de Caretas se orientan a analizar los sucesos de actualidad en el Perú: desde los golpes de Estado (fue fundada durante el régimen de Odría), los escándalos de corrupción, las elecciones presidenciales, la violencia política que sacudió el Perú hasta los crímenes pasionales y deportes. En la primera portada a color apareció la modelo peruana Gladys Zender, quien fue la primera latinoamericana elegida Miss Universo en 1957.
En marzo de 1975, durante el régimen de facto de Juan Velasco Alvarado durante el autodenominado Gobierno Revolucionario de la Fuerza Armada, la revista vuelve a estar clausurada. Jorge Basadre se unió a la lista de manifestantes contra el cierre.
Desde mediados de los años 1980, Caretas, siguiendo el modelo impuesto por la revista Time, elige al Hombre del año (llamado por la revista Premio a la Resistencia) en la edición de diciembre. En los primeros años de la década de 1990, debido a su avanzada edad, Gibson (que años antes había pasado de ser directora a ser presidenta del directorio) dejó la dirección a Zileri. En una de sus ediciones advirtió la presencia del futuro asesor presidencial Vladimiro Montesinos.
En 1998 Caretas obtuvo el premio Periodismo y Derechos Humanos por la Coordinadora Nacional de Derechos Humanos. En 1999, la revista obtuvo también el premio Ángel Escobar Jural de la CNDDHH. Sin embargo, en ese entonces, entró en una crisis financiera del diario cuando hubo ausencia de anunciantes.

### Años 2000 en adelante
En 2003, la revista lanza en conjunto la Historia del Arte, bajo patrocinio de la Universidad de San Martín de Porres, y el Diccionario Visual Multilingüe, bajo la dirección de Sandra Vega.
En el 2005, Caretas comenzó la publicación de su sección independiente, Ellos&Ellas, editada y distribuida gratuitamente junto con la revista. Ellos & ellas cubre la información concerniente a la vida social, salud y moda en la ciudad de Lima.
Zileri asume la Presidencia del Directorio en noviembre del 2007 cuando Caretas  alcanza su edición número 2000, y nombra a su hijo, Marco Zileri Dougall, como nuevo Director, quien ya contaba con 30 años de experiencia periodística.
En el curso de los años, los periodistas de Caretas "han ganado una veintena de premios importantes, la mayoría internacionales", y otros periodistas que abandonaron el medio han seguido recibiendo distinciones tanto en el Perú como en el exterior.
Con el fallecimiento de Enrique Zileri en 2014, en 2020 se tomó una pausa para reestructurar la empresa. En 2021 la empresa volvió a publicar mensualmente y en 2022 volvió a ser un quincenario. Con la pérdida del control por parte de la familia Zileri y la llegada de Carlos Paredes al equipo periodístico, el portal El Foco señaló en 2025 que había cambiado de postura y se había acercado a la ultraderecha.

#### Premio literario de microrrelatos de las mil palabras
La revista continua realizando el cuento de las 1000 palabras en lenguas originarias con apoyo de la fundación BBVA.